# Мизерви
Мизерви (енгл. Meservey) град је у америчкој савезној држави Ајова. По попису становништва из 2010. у њему је живело 256 становника.

## Демографија
Према попису становништва из 2010. у граду је живело 256 становника, што је 4 (1,6%) становника више него 2000. године.
| Група             | 2000.       | 2010.       |
| Белци             | 242 (96,0%) | 247 (96,5%) |
| Афроамериканци    | 0 (0,0%)    | 0 (0,0%)    |
| Азијати           | 0 (0,0%)    | 0 (0,0%)    |
| Хиспаноамериканци | 10 (4,0%)   | 8 (3,1%)    |
| Укупно            | 252         | 256         |